# SD–9
Az SD–9 típusú mozdony egy magyar keskenynyomközű kéttengelyes dízelmozdony.
Az SD–9-es „Vagonkulit” az ÉM. Építőgépjavító és Gépgyártó Vállalat készítette a nyílt színi bányák, téglagyárak, betonelemgyárak, mezőgazdasági üzemek, erdőgazdaságok számára, ismeretlen időszakban.

## A mozdony szerkezeti felépítése

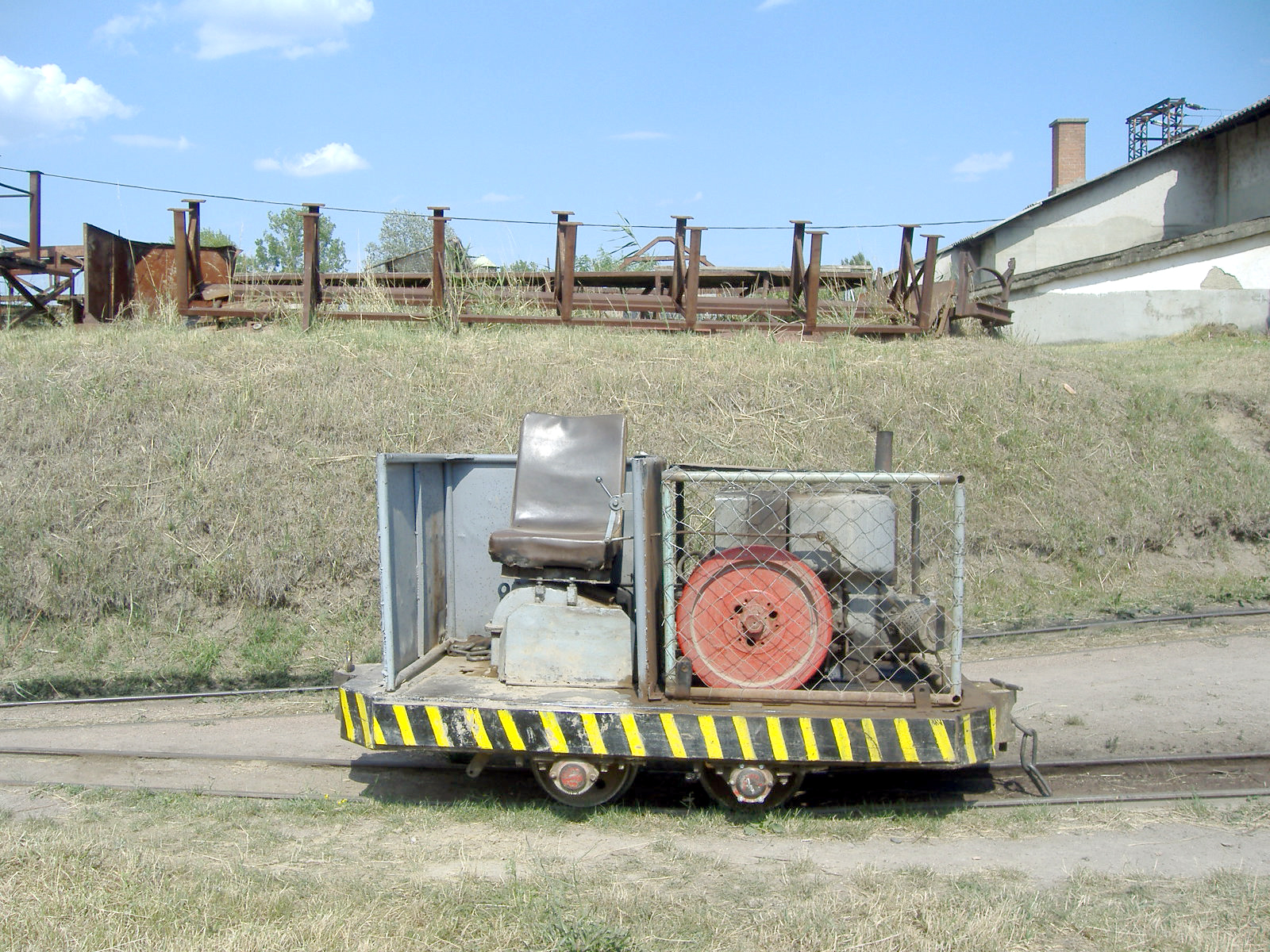
SD–9-es kisvasúti mozdony a törökszentmiklósi téglagyárban

### Főkeret
A mozdony főkerete 80 mm magas, 4 mm vastag hidegen hajlított U profilból készült. A főkeret két végére mereven rögzítették a jellegzetes, félkör alakú ütközőket, melyeken két furat található a csapszeg, valamint a vonószem számára. A főkeret két végén szekrényeket képeztek ki, melyekbe összesen 150 kg öntöttvas tömeget lehet helyezni a mozdony tapadásának, egyszersmind vonóerejének javítása végett.

### Motortér, vezetőállás
A motort egy esztétikailag megfelelően kialakított burkolat védte az időjárás viszontagságaival szemben. A motortér 1 mm-es vaslemezből készült burkolata felhajtható, így biztosítva a könnyű hozzáférést a motorhoz. A vezetőállás fedett kivitelű, ám egyik oldalról teljesen nyitott. A fülke teteje szükség esetén eltávolítható. A vezető párnázott ülése a menetirányra merőleges kialakítású, a hajtóműre rugók közbeiktatásával van felerősítve. Az ablakok biztonsági okokból szilánkmentes üvegből készültek.

### Motor
Az SD–9-eseket gyárilag a Prés- és Kovácsoltárugyár által gyártott BL–12 típusú motorral szerelték. A motor egyhengeres, párologtatós vízhűtésű, kényszerkenéses négyütemű dízelmotor. A motor két lendkerékkel rendelkezik, járása ezáltal igen egyenletes. Az indítás kézzel történik, a motor főtengelyére szerelt lendkerék erre a célra kiképzett hornyába helyezett indítókar („kurbli”) tekerésével. A gyár külön megrendelésre a kulikat elektromos önindító motorral is felszerelte, de ilyen mozdonyról nem áll rendelkezésünkre adat.
| Gyártó:                | Prés- és Kovácsoltárugyár Budapest |
| Típus:                 | BL–12                              |
| Hengerek száma:        | 1                                  |
| Névleges teljesítmény: | 9–12 LE                            |
| Névleges fordulatszám: | 900–1200 1/min                     |
| Üzemanyag-fogyasztás:  | 200 g/LEó                          |
| Tüzelőanyag:           | 20 l                               |
| Kenőolaj:              | 8 l                                |
| Hűtővíz:               | 40 l                               |

### Erőátvitel
A mozdony mechanikus erőátvitelű, előre-hátra egy fokozattal rendelkezik. A motor a hajtóműnek négy ékszíj segítségével adja át az energiát. A hajtómű – mivel sebességfokozatokkal nem rendelkezik – egy irányváltóval egybeépített tengelykapcsoló. A tengelykapcsoló-betétek lamellás rendszerűek, olajfürdőben. Így oldották meg, hogy a mozdonnyal a motor üzemi fordulatszámán is el lehessen indulni. Az irányváltó kar a kezelő bal oldalán helyezkedik el. Alapállása semleges, ezt egy rugó biztosítja. Előremenetbe kapcsoláshoz a kart a vezető maga felé húzza, hátramenethez magától eltolja. A hajtómű a tengelyeket lánc segítségével hajtja, melyeket -a menetiránytól függően- két másik lánckerék feszít. A két tengely közti áthajtás is lánc segítségével történik. A mozdony sebessége a motor fordulatszámának változtatásával 6-tól 10,5 km/h-ig fokozatmentesen szabályozható. Érdekességként megemlítendő, hogy a fékrendszer meghibásodása esetére a gyártó javaslata szerint hirtelen irányváltással is lehet fékezni, mivel a lamellák egyenletesen veszik fel a fordulatszámot.

### Tengelyek

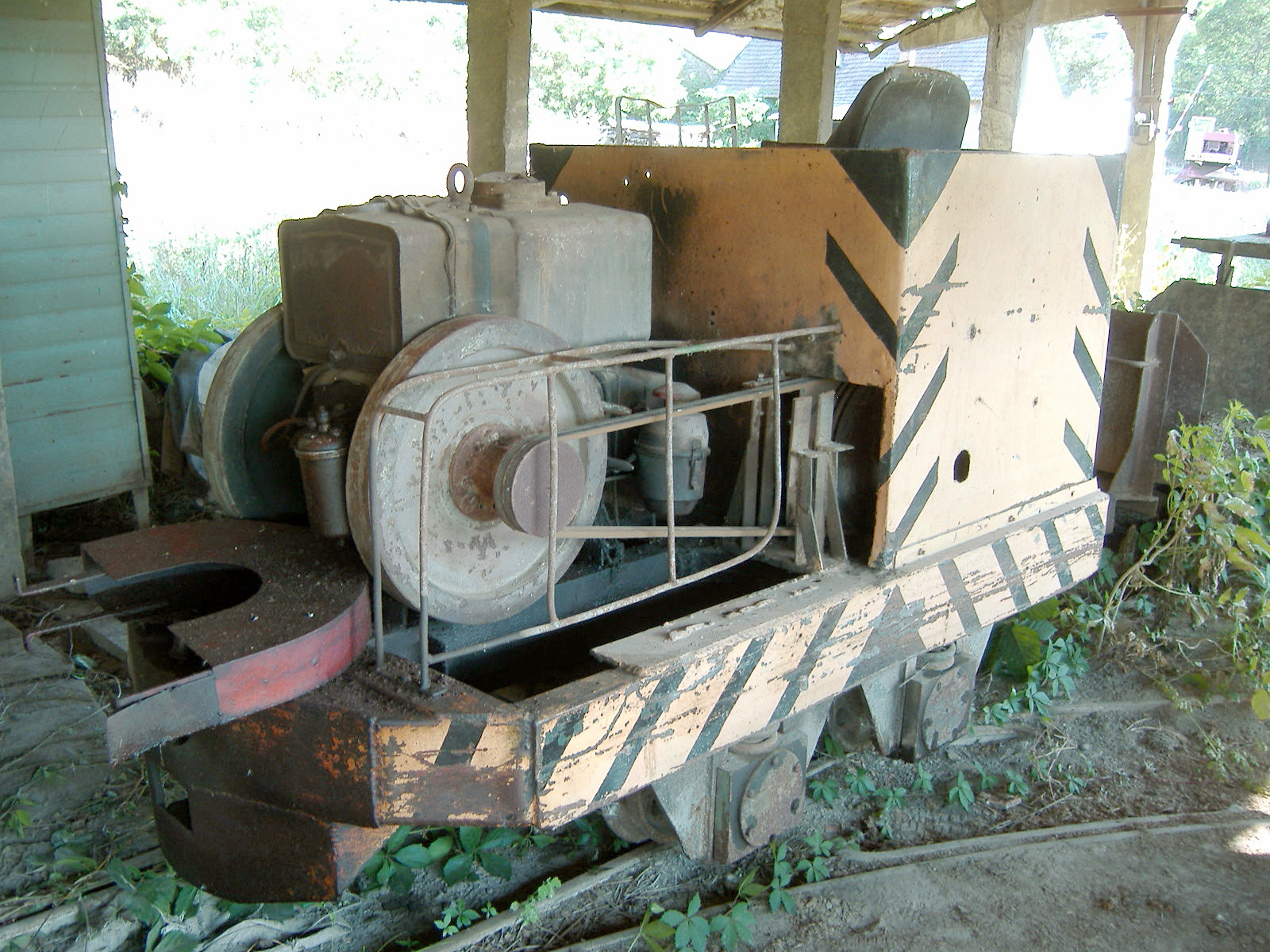
SD–9-es kisvasúti mozdony a villánykövesdi téglagyárban

A tengelyek szabványos csillecsapágyakkal vannak felfogatva a mozdony főkeretére, gumibetét közbeiktatásával.
A kerekek egyszerű kéregöntésű csillekerekek, melyeket ék rögzít a tengelyen. A nyomtáv házilag állítható 500 és 760 mm között.

### Fék
A fék a hátsó tengelyt fékezi fa betétek segítségével, melyeket a kopás mértékétől függően utána lehet állítani, vagy cserélni lehet. A láncáthajtásnak köszönhetően a hátsó kerékkel együtt az első is fékeződik. A féket a vezető jobb oldalán elhelyezett fékkar hozza működésbe.

### Villamos berendezések
Az SD–9-es a Motoros vontatóhoz képes sokkal inkább megfelel egy vasútüzem követelményeinek, mivel már rendelkezik fény- és hangjelzés adásához szükséges berendezésekkel. A berendezések működtetéséhez szükséges villamos energiát a motorról ékszíjjal hajtott 130 W-os, feszültségszabályozóval ellátott 12 V-os egyenáramú dinamó szolgáltatja egy olvadóbiztosítón keresztül. A motor és a dinamó közti áttételt úgy választották meg, hogy az motor alapjáratán is megfelelő feszültséget szolgáltasson.
A pálya megvilágítására a mozdony motorterének elején és a vezetőállás hátsó falán elhelyezett 45 W-os egyfonalú fényszóróizzót és egy 5 W-os segédvilágítási izzót tartalmazó fényszóró szolgál. Az izzók úgy lettek bekötve, hogy az egyik 45 W-os izzó mellett a mozdony másik oldalán található vörös izzó ég.
A haladási iránynak megfelelő fényváltás egy lábkapcsolóval történik, a ki- és bekapcsoláshoz külön kapcsoló van beszerelve. Hangjelzés szükség esetén a nyomógombbal működtetett egyenáramú villamos kürttel adható. A mozdonyon egy megfelelően kialakított aljzatot helyeztek el szerelőlámpa csatlakoztatásához.
| Segédüzemi generátor/dinamó típusa: | DEO 130/12 |
| Névleges teljesítménye:             | 130 W      |
| Névleges feszültsége:               | 12 V       |

## A mozdonyok jelenlegi állapota
Az SD–9-esek a hazai iparvasutakon az elmúlt évtizedekben nagy változáson estek át. Ezek közül a legjellemzőbb a kasztni, a futómű átépítése, valamint a motor cseréje.

### A futómű
A Tolna-Baranya Megyei Tégla- és Cserépipari Vállalat pécsi főműhelyében egyes SD–9-esek tervszerű átalakításokon mentek keresztül. Az eredetileg rugózatlan csillecsapágyakat leszerelték, helyére az Ue–28-as dízelmozdonyéval azonos futóművet szerkesztettek. Ekkor a főkeret aljára az eredeti tengelytávot meghagyva ágyvezetékeket hegesztettek, ezekbe került a módosított kivitelű csapágy, valamint a finomabb futást biztosító csavarrugó, lengéscsillapítót azonban nem kapott. A rugózottság mind a vezetőre, mind a mozdonyra, mind a pályára jó hatással volt, így az országban több helyen is találkozhatunk ezekkel az átalakításokkal, mint:
- mázai téglagyár
- egykori villánykövesdi téglagyár (a mozdony ma Törökszentmiklóson)
- sásdi téglagyár

### A motor
A mozdony másik gyakori átalakítása, amikor az eredeti BL-12-es motort lecserélték a csak „Slavia”-ként emlegetett csehszlovák gyártmányú univerzális dízelmotorra.
| Gyártó:         | ČKD Praha  |
| Típusa:         | 2S90A      |
| Hengerek száma: | 2          |
| Teljesítmény:   | 15,4 kW    |
| Fordulatszám:   | 3000 1/min |
| Hűtés:          | léghűtés   |
| Tömeg:          | 168 kg     |

Jelenlegi információink szerint 2 db üzemelő Slavia-motoros SD–9-es található az országban.
A villánykövesdi téglagyárban kísérleteztek Trabant-motor beszerelésével is, azonban az csekély nyomatéka miatt üzemben nem vált be. A tiszaföldvári téglagyár két SD–9-esébe kéthengeres, modern, olasz gyártmányú motorokat építettek. Az új erőforrás a gyakorlatban jól bevált, ez akár alapja lehet a még meglévő mozdonyok remotorizációjának.
Egy másik érdekes átalakítást a szentesi sertéshízlaldában végeztek, ahol két mozdonyt akkumulátoros üzemre alakítottak át. A járművek ma magántulajdonban vannak, felújításuk folyamatban van, a munkálatok végeztével a Kemencei Erdei Múzeumvasúton fognak közlekedni.
Külsőre ma már egyik SD–9-es se hasonlít a gyári rajzon láthatóra, az utolsó teljesen gyári állapotú mozdony Bodajkon üzemelt, azonban azt korábban selejtezték és szétvágták.